# Taeniophyllum doctersii
Taeniophyllum doctersii är en orkidéart som beskrevs av Johannes Jacobus Smith. Taeniophyllum doctersii ingår i släktet Taeniophyllum och familjen orkidéer. Inga underarter finns listade i Catalogue of Life.